# 中國環保能源
中國環保能源投資有限公司，簡稱中國環保能源投資，以及中國環保能源（英語：China Environmental Energy Investment Limited，港交所：0986），在2004年，於蘇州（總部）成立「蘇州百納再生資源有限公司」、「淮安百润再生资源有限公司」和「蘇州百納再生資源鹽城有限公司」，以上是在2011年收購而來。
而主要業務在中國內地經營廢紙、廢金屬及生活性廢料回收。
主席及行政總裁為陳彤。

## 南興積層板
南興積層板有限公司，簡稱南興積層板（英語：NAM HING INDUSTRIAL LAMINATE LIMITED），於1979年由劉松炎於香港（總部）成立。
該業務在香港和國內生產和銷售電子部件(半導體除外)和電路板。
當時在1994年2月2日於港交所主板上市，當時是以「南興集團有限公司」上市。其後在2010年5月31日，商人陳鍾（陳彤胞姊）透過昌利證券以10,050,000港元（配售價為0.27港元）進行收購該公司18.24%股權，到2010年11月19日，計劃以1.8億港元收購從事中國回收業務。
2011年1月3日，南興集團和Poly Strategic Investments Limited計劃收購新確科技，但在1月14日否決。
而在2011年3月21日，「南興集團有限公司」更名為「中國環保能源投資有限公司」。
直至2013年3月28日，中國環保能源則以200萬港元，把原本旗下「南興積層板有限公司」所有企業（也就是「NAM HING (B.V.I.) LIMITED」）出售給劉松炎本人。

## 連結
- feizhiwang.com（页面存档备份，存于）
- 986.com.hk（页面存档备份，存于）